# ヨゼフ・ヴラフ
ヨゼフ・ヴラフ（Josef Vlach, 1923年6月8日 - 1988年10月17日）は、チェコスロバキア（チェコ）の指揮者、ヴァイオリン奏者。

## 経歴
1923年、リトムニェジツェ生まれ。プラハ音楽院でスタニスラフ・ノヴァークらの薫陶を受けた後、プラハ芸術アカデミーでインジフ・フェルドに音楽理論、ヤロスラフ・ペケルスキーにヴァイオリンを師事した。
1946年から1948年までヴァーツラフ・ターリヒの率いる室内管弦楽団のコンサートマスターを務め、チェコ・フィルハーモニー管弦楽団の第2ヴァイオリン首席奏者を兼任した。1949年から1956年までプラハ国民劇場のヴァイオリン奏者を務める傍ら、1950年より自身の弦楽四重奏団ヴラフ弦楽四重奏団を結成して室内楽演奏に力を入れた。1958年にチェコ室内管弦楽団を再興して音楽監督に就任、チェコ・フィルハーモニー管弦楽団にもしばしば指揮者として客演した。
指揮者として客演した先のリンシェーピングで客死した。
娘のヤナ・ヴラホヴァーもヴァイオリン奏者で、父の指導も受けて新ヴラフ弦楽四重奏団（のちプラハ・ヴラフ弦楽四重奏団と改称）を結成し活動している。

## 註
1. ↑  bbc.co.uk